# عکاسی از آسمان

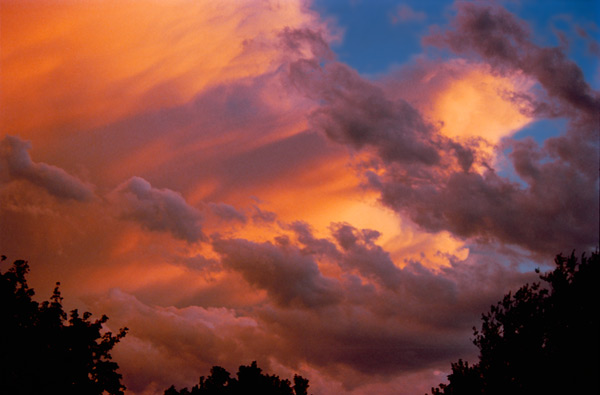

عکاسی از آسمان به عکاسی از آسمان یا ابرها گفته می‌شود. البته می‌بایست خاطر نشان کرد که این ثبت عکس از آسمان با عمق میدان‌ها و زوایای 
متفاوت و در زمان‌های خاصی می‌تواند صورت گیرد . به‌طور مثال ثبت عکس با لنز واید از یک آسمان صاف یا ابری یا با لنز تله از یک تکه ابر ، هوای بارانی ، شفق قطبی ، رعد و برق و غیره ...
یک عکاس اولیه منظره ابری، عکاس بلژیکی لئونارد میسون (۱۸۷۰-۱۹۴۳)، به خاطر عکس‌های سیاه‌وسفیدش از آسمان‌های سنگین و ابرهای تیره مورد توجه قرار گرفت.

## نگارخانه

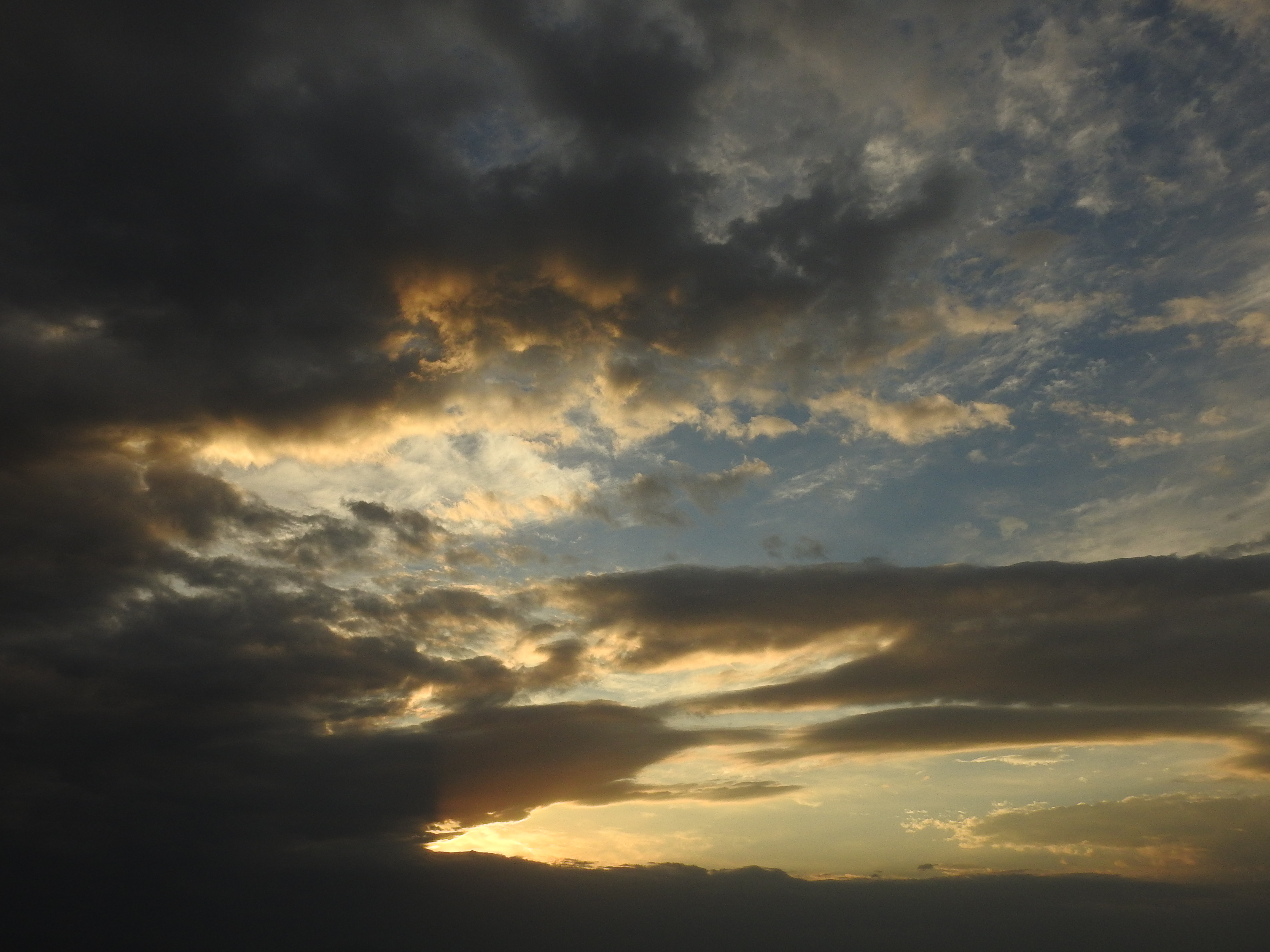
عکاسی آسمان ابری چندی گر
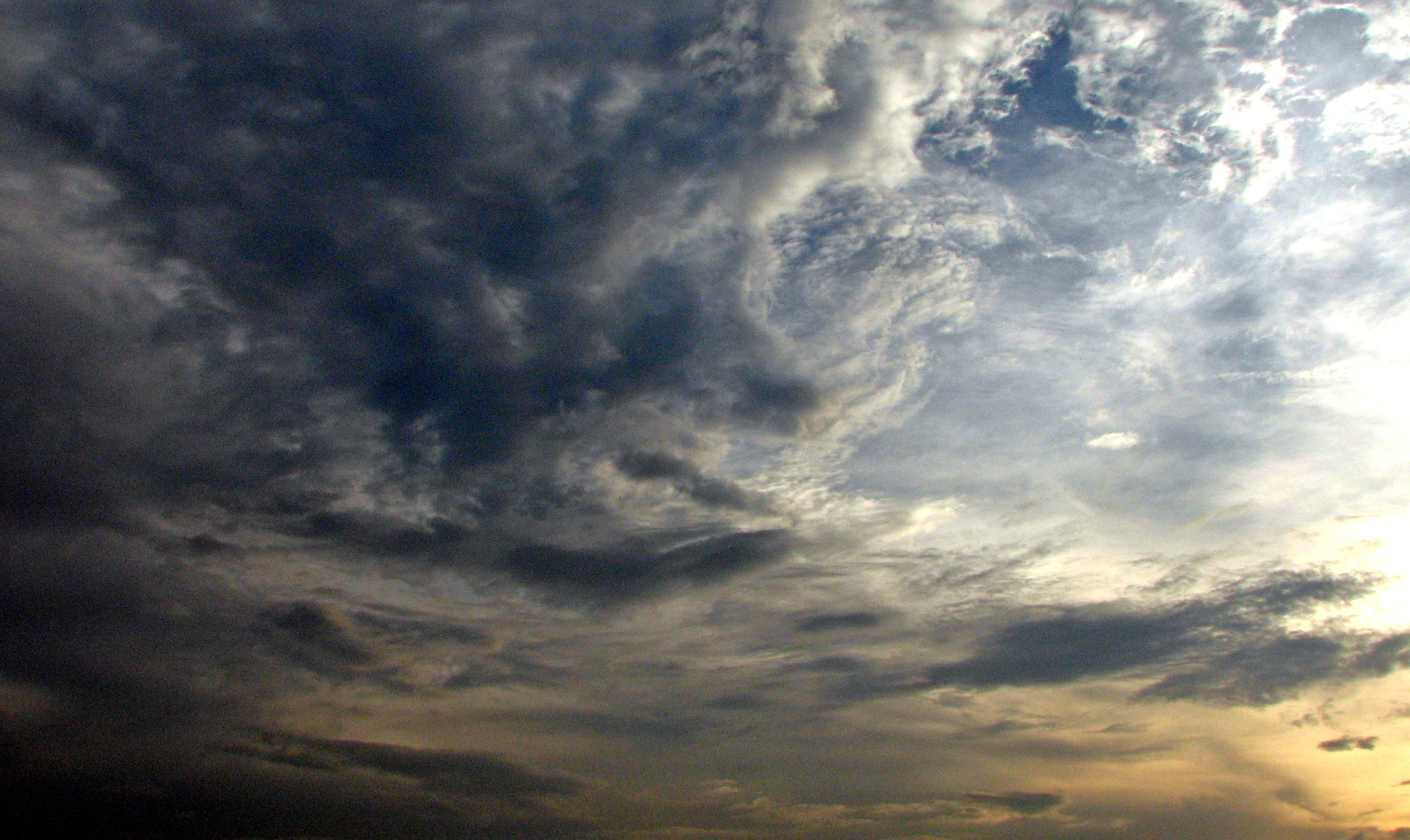
عکس آسمان ابری جنوب هند
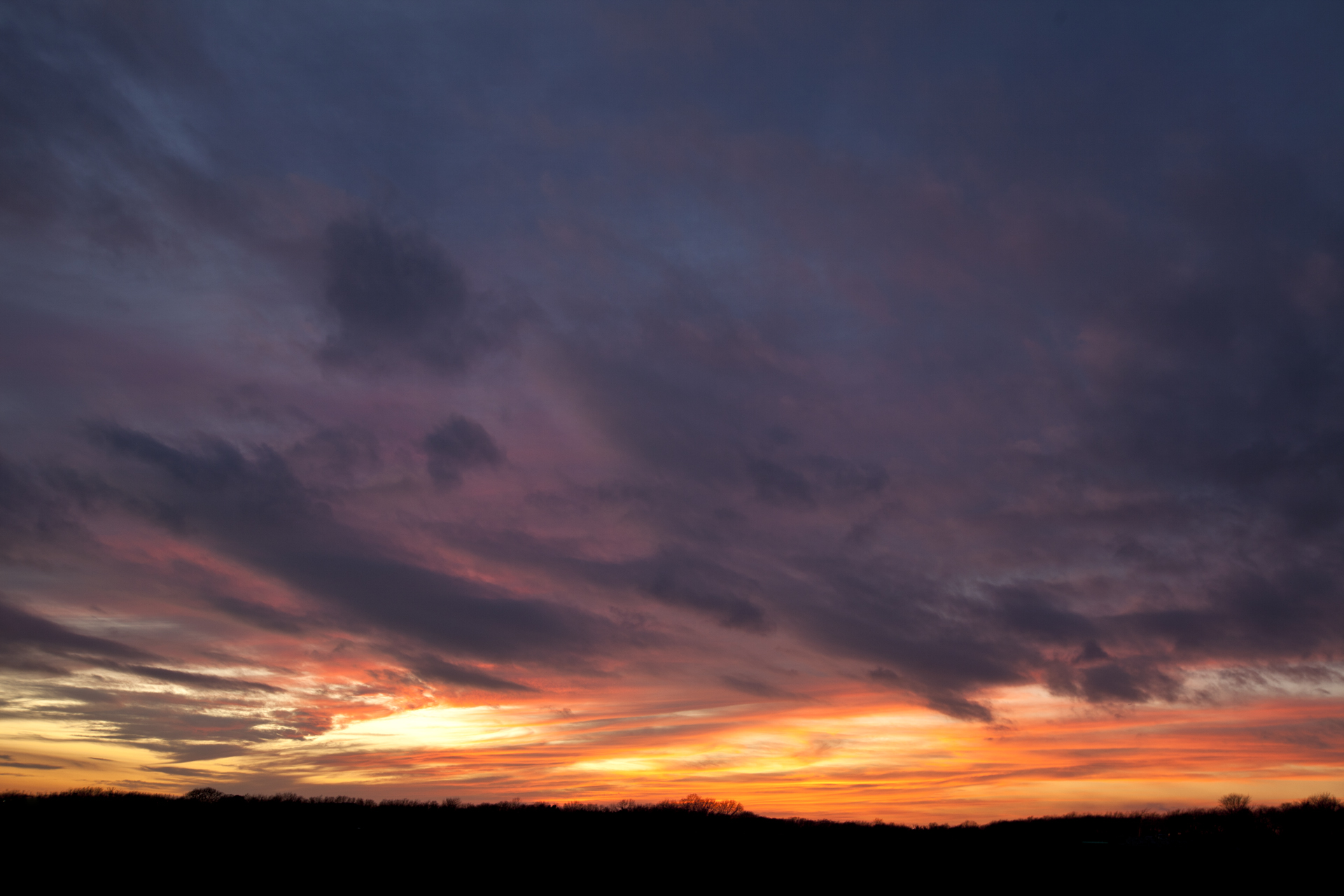
عکاسی از آسمان ابری فریسکو، تگزاس، ایالات متحده گرفته شده است.